# Pfarrkirche Heiligenblut

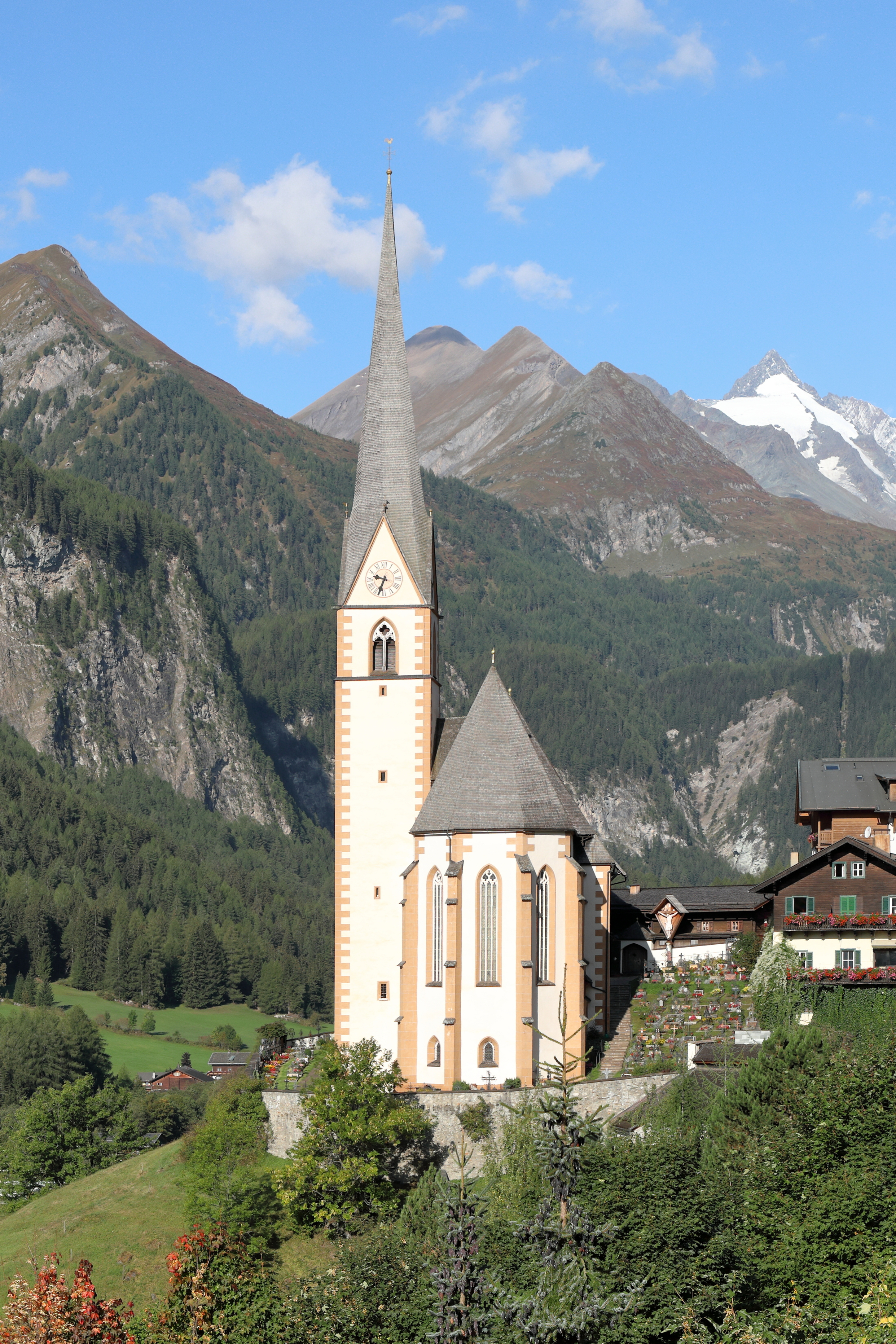
Pfarrkirche Heiligenblut

Die Pfarrkirche Heiligenblut ist die Kirche von Heiligenblut am Großglockner, unterhalb des Ortskerns an einem steilen Hang gelegen. Mit dem Großglockner im Hintergrund ist sie eines der bekanntesten Fotomotive in Österreich.
Patron der Kirche ist der heilige Vinzenz. Der legendäre Briccius (oder auch Brictius), der in Heiligenblut verehrt wird, kann nicht der Kirchenpatron sein, da er nie heiliggesprochen wurde. Dieser Briccius darf nicht mit Brictius von Tours verwechselt werden. Zur Pfarre gehört auch die Filialkirche Pockhorn.
Die Kirche samt Friedhof steht unter Denkmalschutz (Listeneintrag).

## Geschichte
Urkundlich erstmals erwähnt wird eine Kapelle 1271. Als Aufbewahrungsort eines Fläschchen Heiligen Blutes, das der Dänenprinz Briccius vom byzantinischen Kaiser Konstantin VII. zum Geschenk erhalten haben soll, war die Kapelle eine Wallfahrtsstätte. Von 1273 bis 1301 wurde die Kapelle erneuert.
Ein Neubau einer Kirche begann im späten 14. Jahrhundert. Um ihn zu finanzieren, gab es unter anderem 1389 und 1393 Ablasshandel. Der Chor wurde 1430 vollendet, am Triumphbogen ist das Langhaus mit der Jahreszahl 1483 bezeichnet. Kirchweihe war 1491.
Von 1909 bis 1911 wurde die Kirche unter Pater Johann Maria Reiter restauriert. In dieser Zeit wurden die Fenster neu verglast und das Christophorus-Fresko wurde freigelegt. Weitere Innenrestaurierungen folgten 1956 und 1996. Dabei wurde an der Nordseite des Altarraumes eine Tür eingefügt.

## Bau
Der hochgestreckte gotische Chor mit dreifach gestuften Strebepfeilern, dreiteiligen Lanzettfenstern mit Fischblasenmaßwerk und kleinen spitzbogigen Kryptenfenstern hat einen 3/8-Schluss.
Der Turm mit spitzbogigen Schallfenstern und Spitzgiebeln steht südlich des Chores und ist mit einem achtseitigen Nadelhelm bekrönt.
Die Westfassade, die dem Wetter zugewandte Seite, ist großteils nicht verputzt.
Das Christophorusgemälde an der Nordseite des Langhauses stammt aus den Jahren 1470–1480. Es ist seitlich von Bildern anderer Heiliger in Kielbogennischen flankiert; 1997 wurde es restauriert.
Die sterngewölbte Vorhalle hat seitliche Zugänge und ist mit einem durchgehenden Satteldach bedeckt. Durch ein spätgotisches profiliertes Spitzbogenportal, dessen Türbeschläge aus dem Endes des 15. Jahrhunderts stammen, gelangt der Besucher in die Kirche.
Die aufwendige und einheitliche Innenarchitektur wird überwiegend dem Baumeister Hans Hueber, einem „Werkhmaister zu Sigmundskron 1483“ zugeschrieben.
Das dreischiffige, vierjochige Langhaus hat doppelreihig geführte Spitzbogenfenster. Über dem Mittelschiff erstreckt sich ein Netzrippengewölbe in Wechselberger Figuration. Auf den Schlusssteinen sind Halbfiguren von Heiligen sowie das Bindenschild und das Wappen der Grafschaft Görz dargestellt.
Die Seitenschiffe mit verschiedenartigen Netzrippengewölben sind vom Mittelschiff durch zweigeschoßige Spitzbogenarkaden getrennt. Durchgehende Emporeneinbauten unterteilen sie in zwei Etagen. An der Emporenbrüstung befinden sich gotische Vierpässe. Die Gemälde in den Bogenzwickeln der Mittelschiffswände wurden 1913 freigelegt und zeigen Szenen aus der Legende des Briccius. Laut einer Inschrift wurden sie 1707 von Joseph Egger aus Lienz gemalt.
Im einschiffigen, dreijochigen Chor erstreckt sich ein Netzrippengewölbe über profilierte Wandpfeiler mit Kapitelring.
An der Südseite des mittleren Chorjoches befindet sich ein Emporenbalkon mit Maßwerksbrüstung. In den Gewölbefeldern in vertieften Vierpässen sind Evangelistensymbole, Kirchenväter, Heilige und in der östlichen Gewölberaute eine Strahlenkranzmadonna dargestellt. Die Schlusssteine zeigen einen segnenden Christus, Engel, die Apostel Petrus und Paulus, die heilige Katharina und andere Heilige.
Die beiden kleinen Glasscheiben im Chor sind um 1550 zu datieren, die runden Bilder mit den Darstellungen einer Kreuzigung und zweier Heiliger haben einen starken graphischen Charakter, der durch die ornamentale Gestaltung des Hintergrundes und der Rahmung noch unterstrichen wird.
Die 1½-jochige und zweischiffige Krypta liegt unter dem Chor und kann über eine Treppe vom Langhaus aus betreten werden. Sie wird von zwei mächtigen Rundpfeilern gestützt. Die Unterkirche hat drei Spitzbogenfenster und ein Netzrippengewölbe über halbrunden Wandvorlagen.

## Ausstattung

### Hochaltar

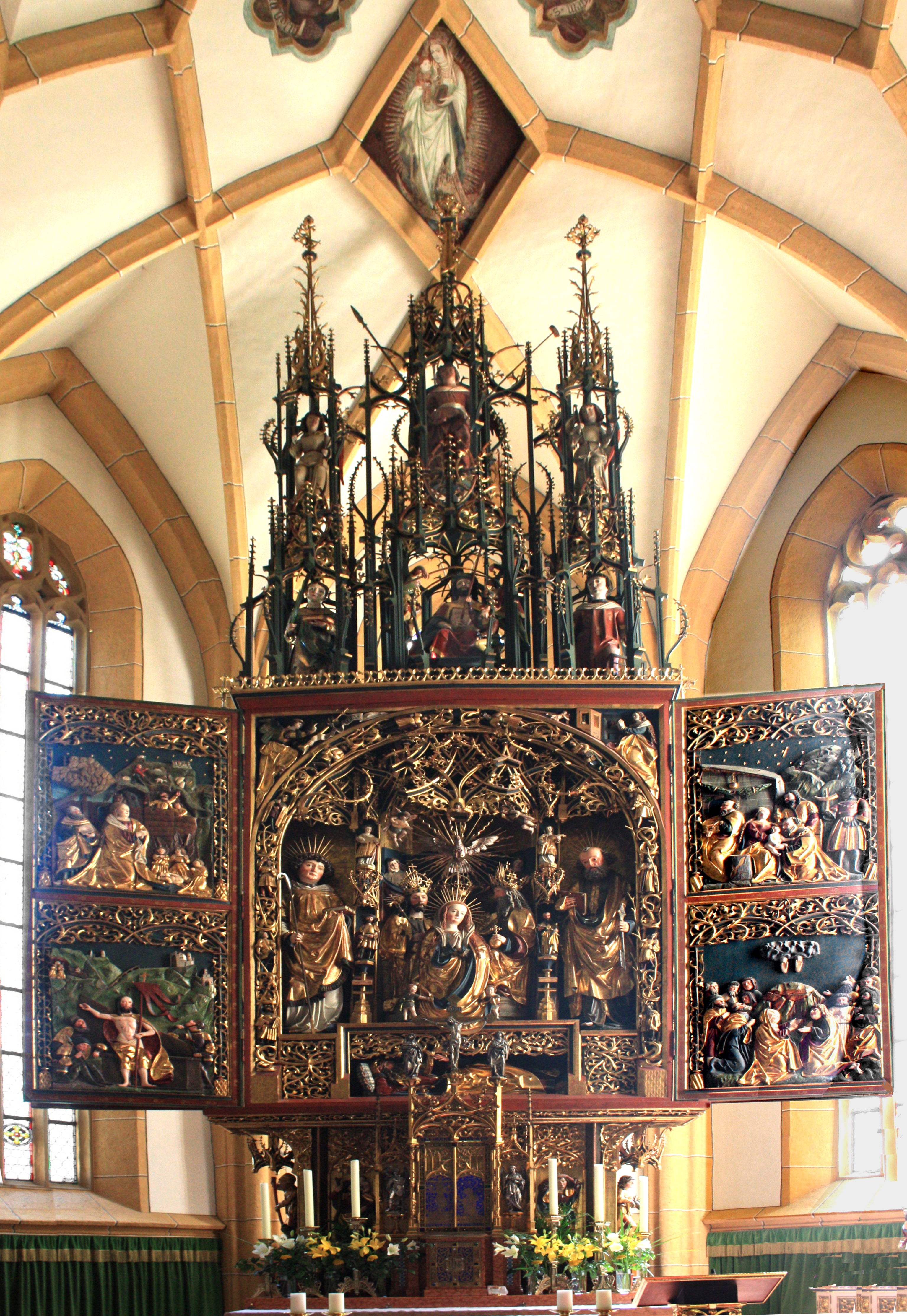
Hochaltar

Der Hochaltar ist ein doppelter Wandelaltar mit hohem Gesprenge und einer Gesamthöhe von 11 Metern.
Dieser spätgotische Flügelaltar stammt aus der sogenannten Bozner Schule und wurde laut Inschrift 1520 vollendet. Vorbilder für den unbekannten Schnitzer waren wahrscheinlich Michael Pacher, Hans Klockner und Michael Erhart, deren Wirkung er nach Meinung von Kritikern aber nicht erreichte, denn die in den Schrein gedrängten Figuren stiften eher Verwirrung und die Hauptfigur wirkt isoliert statt hervorgehoben. Die Kühle des Ausdrucks, die Distanziertheit und die keineswegs ausgewogene Proportion der Szenen und Figuren schmälern ein wenig die handwerklich bemerkenswerte Qualität.
Die Flügelgemälde wurden 1516 bis 1518 in der Werkstätte Marx Reichlich angefangen und vermutlich 1520 von einem anderen Künstler (Wolfgang) zu Ende geführt.
Die Predella wurde durch den Einbau eines Tabernakels in der Mitte des 18. Jahrhunderts verändert. Den jetzigen Tabernakel fertigte 1909 der Schwazer Goldschmied Jakob Rappel. Daneben stehen Statuetten der Heiligen Georg, Christophorus, Erasmus, Blasius, Pantaleon und Eustachius. Als Schreinwächter zu beiden Seiten der Predella stehen die Figuren des heiligen Florian und ein Ritterheiliger, vermutlich der heilige Achatius von Armenien.
Das Schnitzbildwerk im Altarschrein zeigt die Marienkrönung, Assistenzfiguren sind die Heiligen Vinzenz, Petrus und Brictius (von Tours). Schnitzer der Skulpturen war Christoph Scheller.
In den Zwickeln der Bogenrahmung ist die Verkündigung des Engels Gabriel an Maria dargestellt. Die Figur im Rechteckpostament unter der Hauptgruppe ist der schlafende Jesse, aus dessen Brust der Stammbaum Christi wächst. Die Reliefs der inneren Altarflügel zeigen rechts Christi Geburt und die Auferstehung, links die Anbetung der Heiligen Drei Könige und die Himmelfahrt Christi.
Auf den Gemälden der Altarflügel sind verschiedene Szenen aus den Leben Jesu, Marias, Johannes des Täufers und des heiligen Vinzenz zu sehen sowie je vier Evangelisten, Kirchenväter, männliche Märtyrer und weibliche Heilige.
Im Gesprenge aus drei fialenbesetzten Türmchen wird in der Mitte Jesus von drei Knechten mit Dornen gekrönt. Daneben stehen als Assistenzfiguren die Märtyrer Stephanus und Laurentius. Darüber präsentieren drei Engel die Leidenswerkzeuge.

### Seitenaltäre

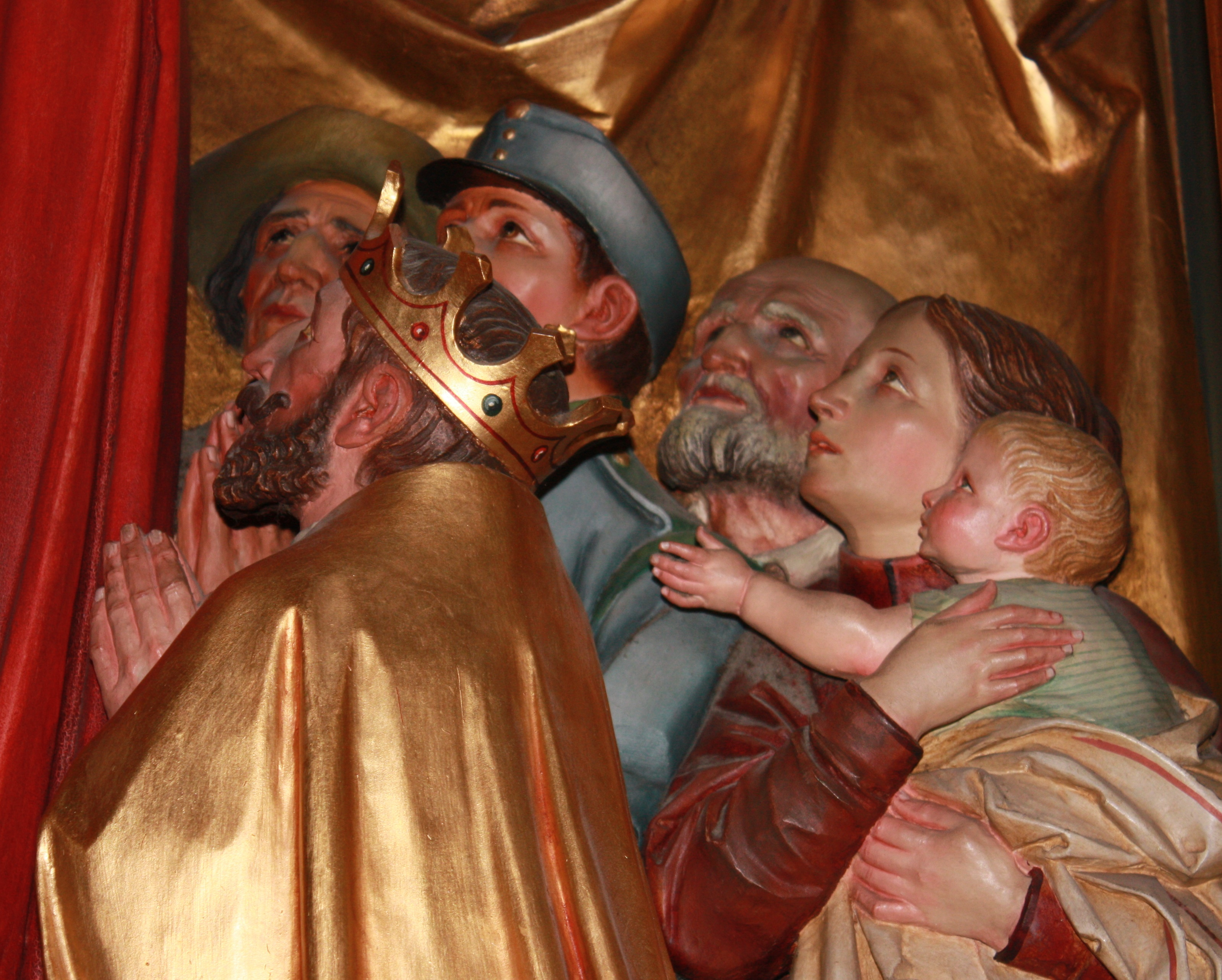
Vertreter des weltlichen Standes, Ausschnitt aus dem Schutzmantelmadonna-Altar

Die neugotischen Seitenaltäre stammen von Adolf Vogel aus dem Jahr 1909, die Figuren und Reliefs schnitzte Josef Bachleitner.
Die Mittefigur des linken Seitenaltars ist eine Herz-Jesu-Statue, daneben knien links wahrscheinlich die heilige Margareta Maria Alacoque und rechts die heilige Theresa von Avila. Über ihnen schweben zwei Engel. Im Gesprenge ist ein Kruzifix angebracht. Die Reliefs der Seitenflügel zeigen Szenen aus dem Leben Jesu: Christus diskutiert mit einem Schriftgelehrten, Maria Magdalena benetzte Jesu Füße mit ihren Tränen, Jesus sagt den Untergang der Stadt Jerusalem voraus und der Judaskuss.
Die zentrale Figur am rechten Altar ist eine Schutzmantelmadonna. Unter dem von Engeln gehaltenen Schutzmantel knien links als Vertreter des geistlichen Standes ein Papst, ein Priester, ein Mönch und eine Nonne; rechts als Vertreter des weltlichen Standes ein Kaiser, ein Soldat, ein Bauer, ein alter Mann und eine Mutter mit Kind.
Im Halbrelief sind an den Altarflügeln der heilige Aloisius und die heilige Agnes abgebildet. Im Gesprenge steht eine Figur des heiligen Josef.

### Veronika-Altar

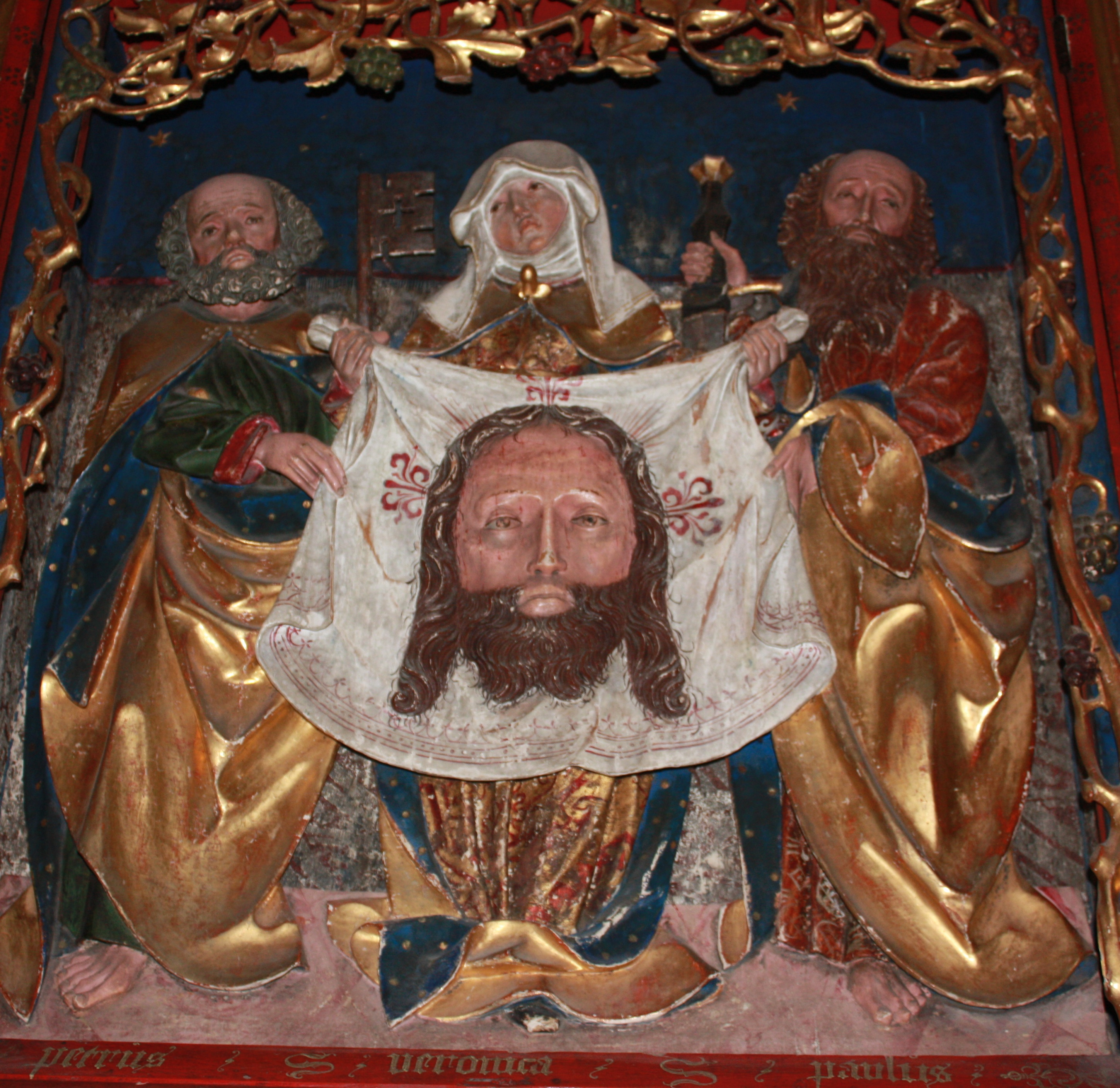
Ausschnitt aus dem Veronika-Altar

Der Veronika-Altar auf der Empore im nördlichen Seitenschiff ist ein Werk aus der Zeit um 1500. Nach ihm ist der unbekannte Künstler als Meister des Lazarinischen Veronika-Altars benannt. In den Zwickeln der Predella sind die Wappen des Stifterehepaares Blasius Lazerin (Steinbock) und Apolonia Leininger (Doppelbecher) angebracht.
Hauptfigur des im Hochrelief geschnitzten Schreins ist die heilige Veronika mit dem Schweißtuch, daneben stehen die Apostel Petrus und Paulus. Die Malereien an der Predella zeigen den Schmerzensmann mit Maria und den Jünger Johannes. An den Innenflügeln sind der Prophet Daniel mit den Löwen und Brictius dargestellt, der hier als „sanctus fridricus“ bezeichnet und mit drei Ähren dargestellt wird. Die Ähren sollen einst aus dem Schnee gewachsen sein und zu dem darunter liegenden Leichnam Brictius’ geführt haben. Die Außenflügel sind den Namenspatronen des Stifterehepaares Blasius und Apollonia gewidmet. Im Oberbild zeigt die heilige Katharina.

### Sakramentshaus
An der nördlichen Chorwand steht das mit 1496 bezeichnete Sakramentshaus aus weißem Sandstein. Mit dem viergeschoßigen Aufbau aus durchbrochenen Maßwerksbaldachinen mit den eingestellten Figuren von Briccius und eines Heiligen erreicht es eine Höhe von 13 Metern. In ihm werden die Heiligblutreliquie und die drei Getreideähren des Briccius aufbewahrt.

### Ausstattung der Krypta

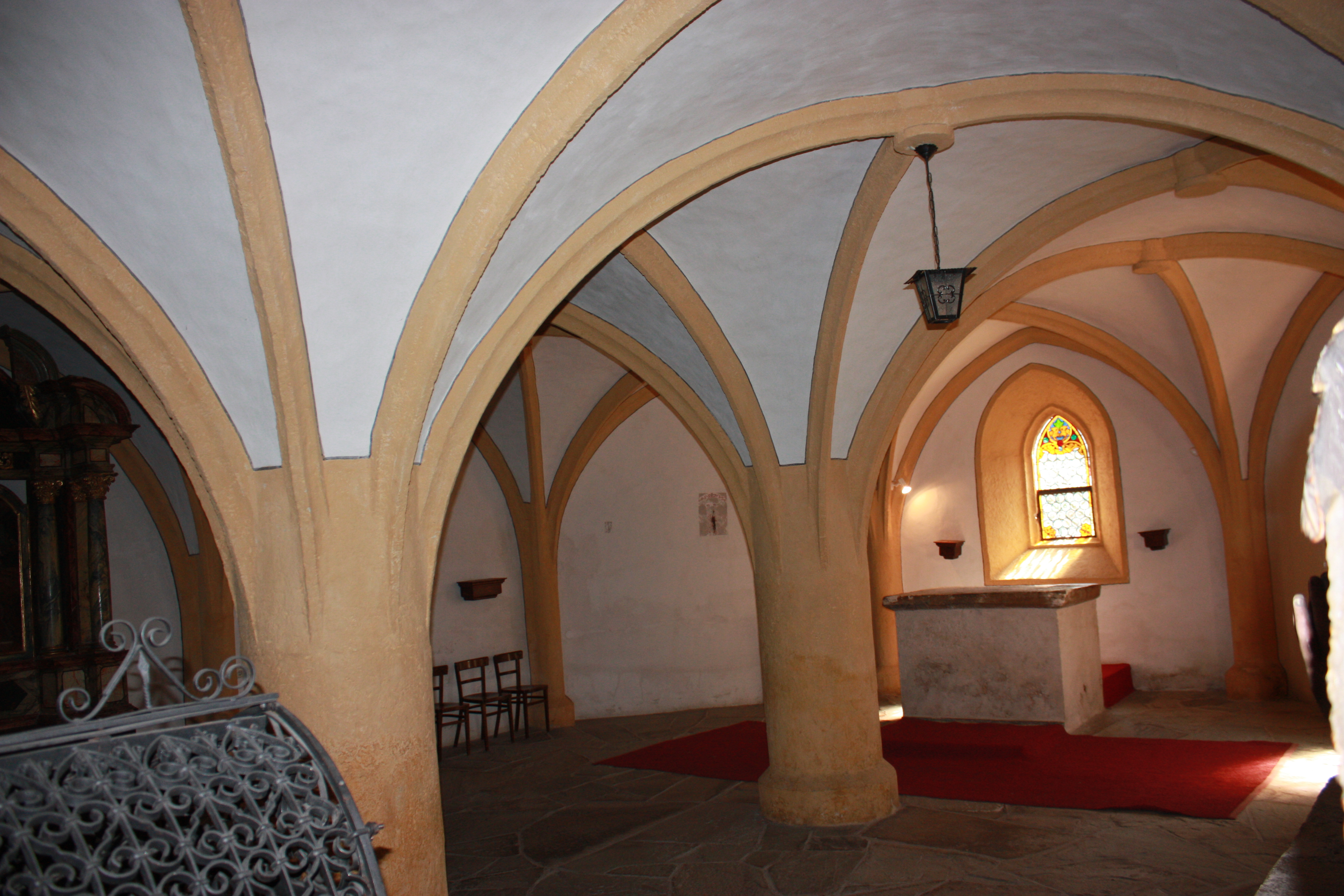
Unterkirche

Die Unterkirche enthält das Grabmal des als Heiliger verehrten Briccius.
Das Altarbild des nördlichen Seitenaltars zeigt die Enthauptung Johannes des Täufers. Es wurde um 1700 geschaffen. Die Konsolenfiguren der heiligen Ägidius und Dionysius gehörten wahrscheinlich ursprünglich zur Predella des Hochaltares.
Die volkstümliche Figurengruppe aus dem 18. Jahrhundert an der Südwand ist ein Vesperbild mit Engel, darüber schweben Gottvater und der Heilige Geist.
Die Sitzfigur der Madonna mit Jesuskind wurde Ende des 14. Jahrhunderts gefertigt.
1974 fielen eine Skulptur des heiligen Veit sowie eine weitere, die den Apostel Philippus oder Matthias zeigt, einem Diebstahl zum Opfer.

### Sonstige Ausstattung
Die Kanzel aus dem letzten Viertel des 17. Jahrhunderts ist links am Triumphbogen angebracht. Sie ist mit Engelsköpfen und Fruchtgehängen dekoriert.
Die Skulpturen auf den Konsolen im Langhaus und im Chor stellen den guten Hirten und die zwölf Apostel dar. Sie wurden von Joseph Egger 1710 geschaffen. Weitere Konsolenfiguren aus dem 18. Jahrhundert sind die heilige Notburga von Rattenberg und auf der Westempore der heilige Georg.
Im Mittelschiff hängt eine Rosenkranz-Madonna aus dem Barock.
Das Chorgestühl trägt die Bezeichnung 1909. Der Taufstein ist im neugotischen Stil gestaltet.
Die Schutzengelgruppe stammt aus der Zeit des Rokoko.

### Orgel

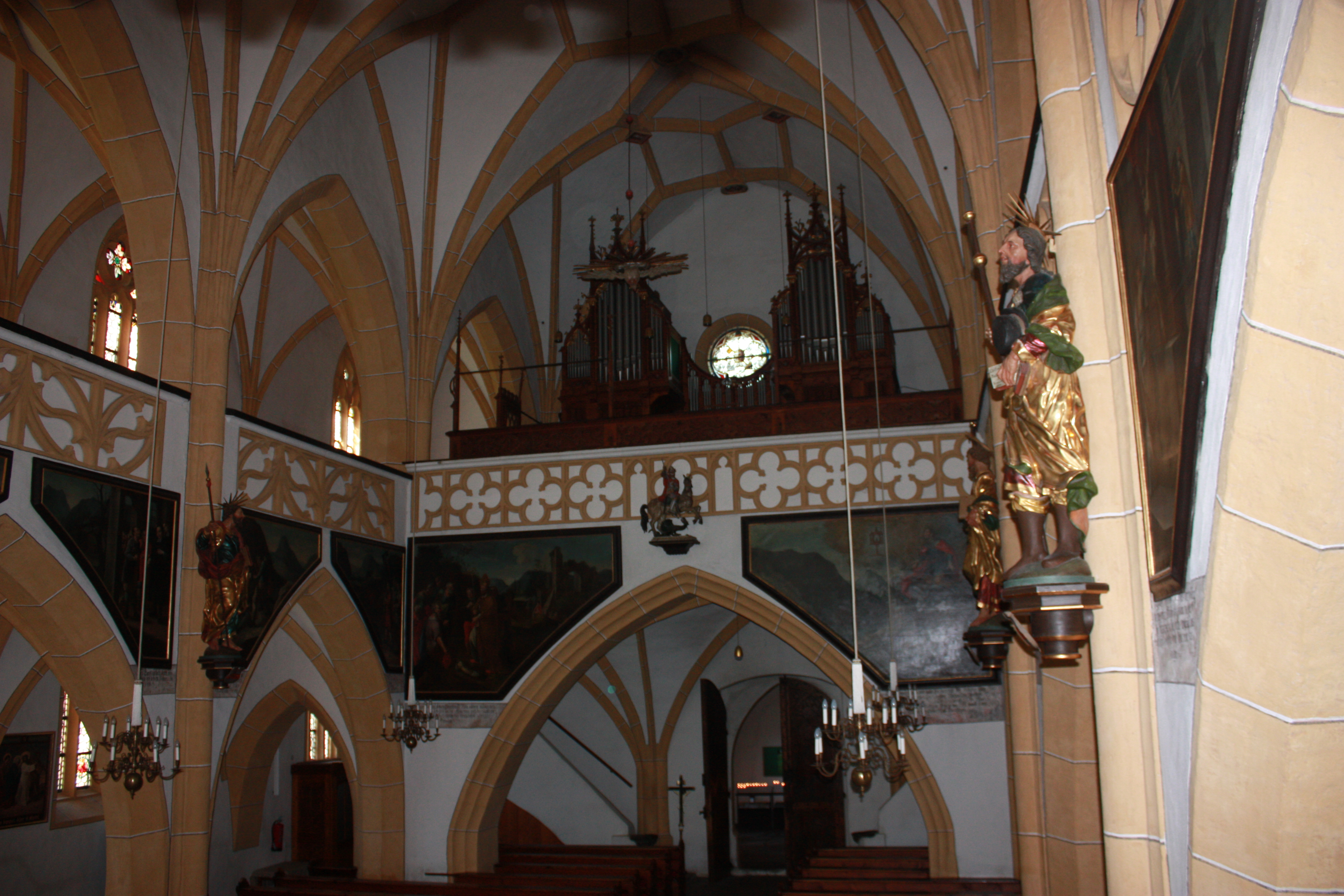
Blick auf die Orgel- und die Seitenempore

Die Orgel wurde 1908 von dem Orgelbaumeister Alois Fuetsch (Lienz) errichtet. Das Kegelladen-Instrument hat 18 Register auf zwei Manualen und Pedal. Die Spieltrakturen sind mechanisch/pneumantisch, die Registertrakturen sind pneumatisch.
| I Hauptwerk C–f3    |       |
| Bordun kontra       | 16′   |
| Principal groß      | 8′    |
| Flauto amabile groß | 8′    |
| Viola di Gamba groß | 8′    |
| Tibia groß          | 8′    |
| Octav klein         | 4′    |
| Rohrflöte klein     | 4′    |
| Rauschquinte        | 2 ⁄3′ |
| Mixtur              | 2 ⁄3′ |

| II Positiv C–f3      |    |
| Liebl. Gedeckt groß  | 8′ |
| Fugara groß          | 8′ |
| Aeoline groß         | 8′ |
| Dolce klein          | 4′ |
| Flauto travers klein | 4′ |

| Pedalwerk C–d1     |     |
| Subbass kontra     | 16′ |
| Salicetbass kontra | 16′ |
| Basson groß        | 8′  |
| Violonbass groß    | 8′  |

- Koppeln: II/I (auch als Super- und Suboktavkoppeln), I/P, II/P
- Spielhilfen: Feste Kombinationen (p, mf, f, ff, pl); Pedalabsteller

## Vikare und Pfarrherren in Heiligenblut
Stand 2002